# Nancy Segal
Pour les articles homonymes, voir Segal.
Nancy L. Segal (née en 1951 à Boston, dans le Massachusetts) est une psychologue évolutionniste américaine, spécialisée dans l’étude des jumeaux.

## Biographie
Nancy L. Segal obtient un Bachelor of Arts de l’université de Boston (psychologie, avec les honneurs et en littérature anglaise) en 1973, un M.A de l’université de Chicago (Division des Sciences Sociales) en 1974 et un doctorat de l’université de Chicago en 1982.[réf. nécessaire]
Segal est professeure en psychologie du développement et directrice du Twin Studies Center à l’université d'État de Californie à Fullerton.
Elle a parrainé des projets de recherche de premier cycle et de cycles supérieurs impliquant des conceptions et des méthodes de recherche originales sur les jumeaux.

## Vie privée
Segal a une sœur jumelle, Anne.